# Sainte-Marie-au-pays-des-Hurons
Ne doit pas être confondu avec mission Sainte-Marie, une mission jésuite fondée en 1668 sur le territoire de Sault Sainte-Marie au Michigan
Sainte-Marie-au-pays-des-Hurons était un centre missionnaire jésuite au XVIIe siècle situé au bord du marais Wye (en) près de la baie Georgienne sur le lac Huron en Nouvelle-France. Abandonné en 1649 et reconstruit ailleurs par les missionnaires car souvent attaqué par les Iroquois, il fut reconstitué tel qu'en l'état vers 1920 et est devenu une attraction touristique importante de l'Ontario (Canada).

## Histoire

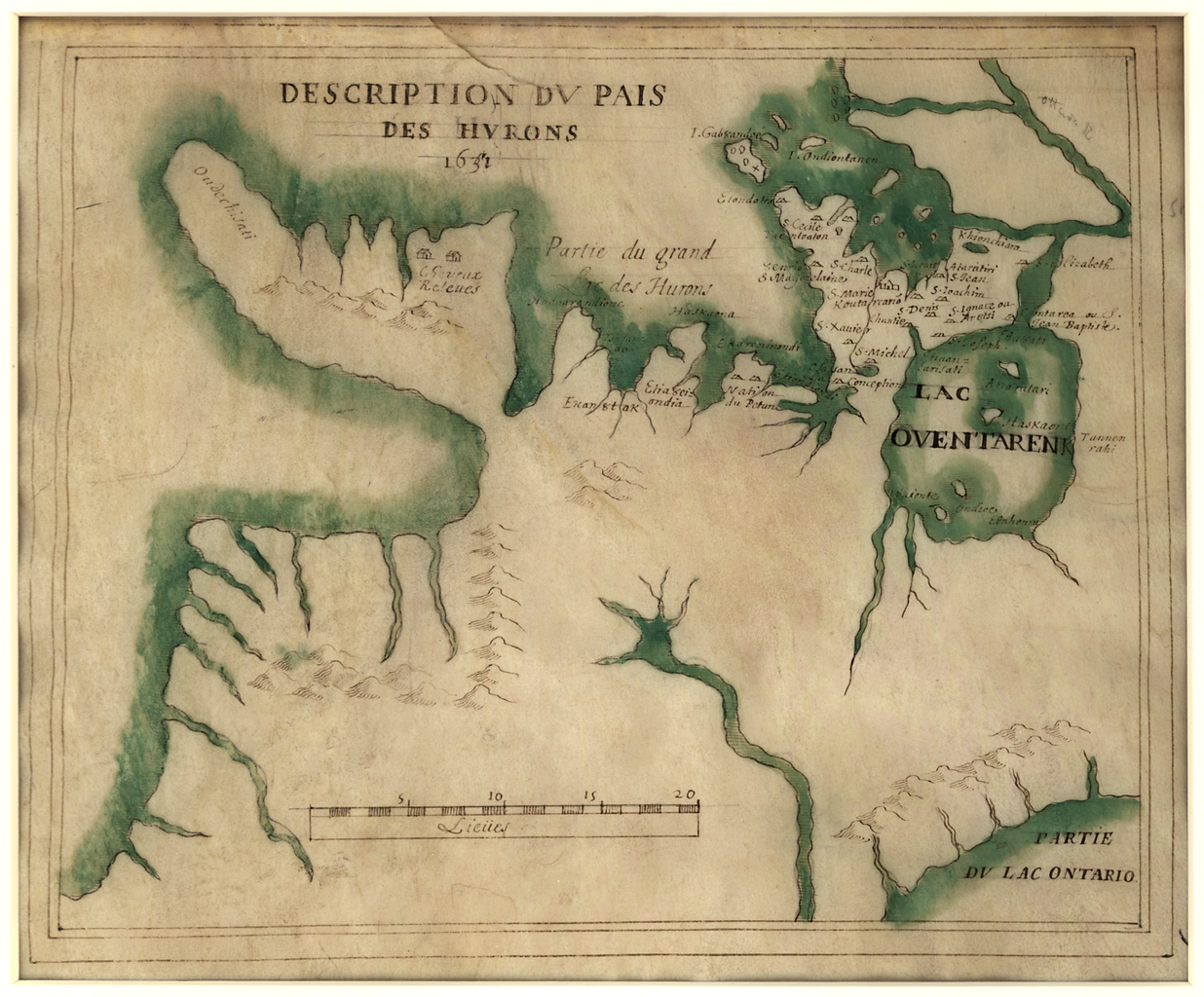
Cette importante carte manuscrite représente l'Ontario et s'étend de la baie Georgienne dans le nord (Partie du Grand Lac des Hurons) au lac Ontario dans le sud et du lac Huron dans l'ouest jusqu'au lac Simcoe dans l'Est (Lac Oventarenk). La carte fut apparemment réalisée par Jean de Brébeuf pour illustrer l'emplacement des tribus indiennes et des missions jésuites, en particulier dans la zone située entre le lac Simcoe et la baie Georgienne.

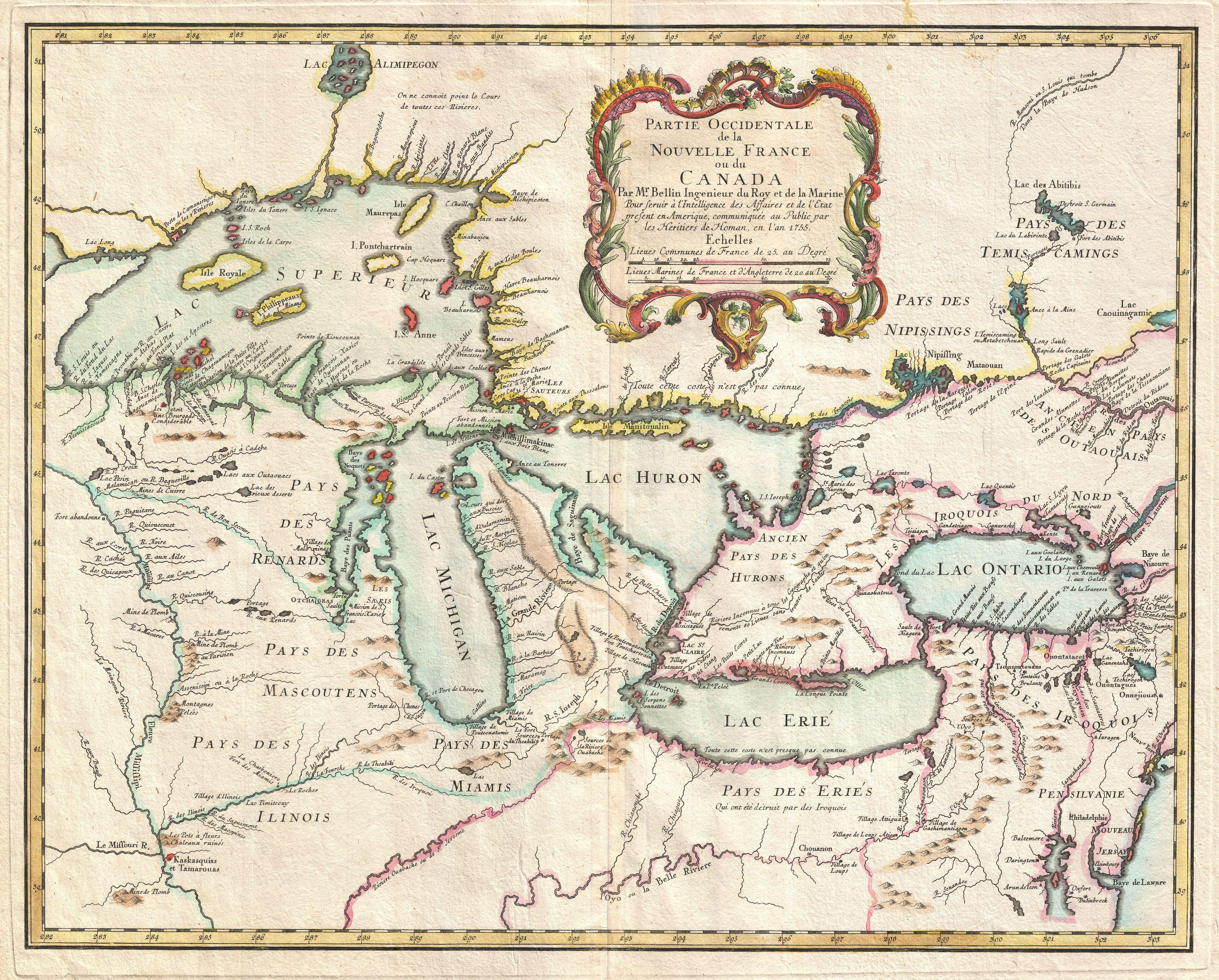
Sur cette carte de 1755, le cartographe Bellin localise lAncien Pays des Hurons sur les Grands Lacs.

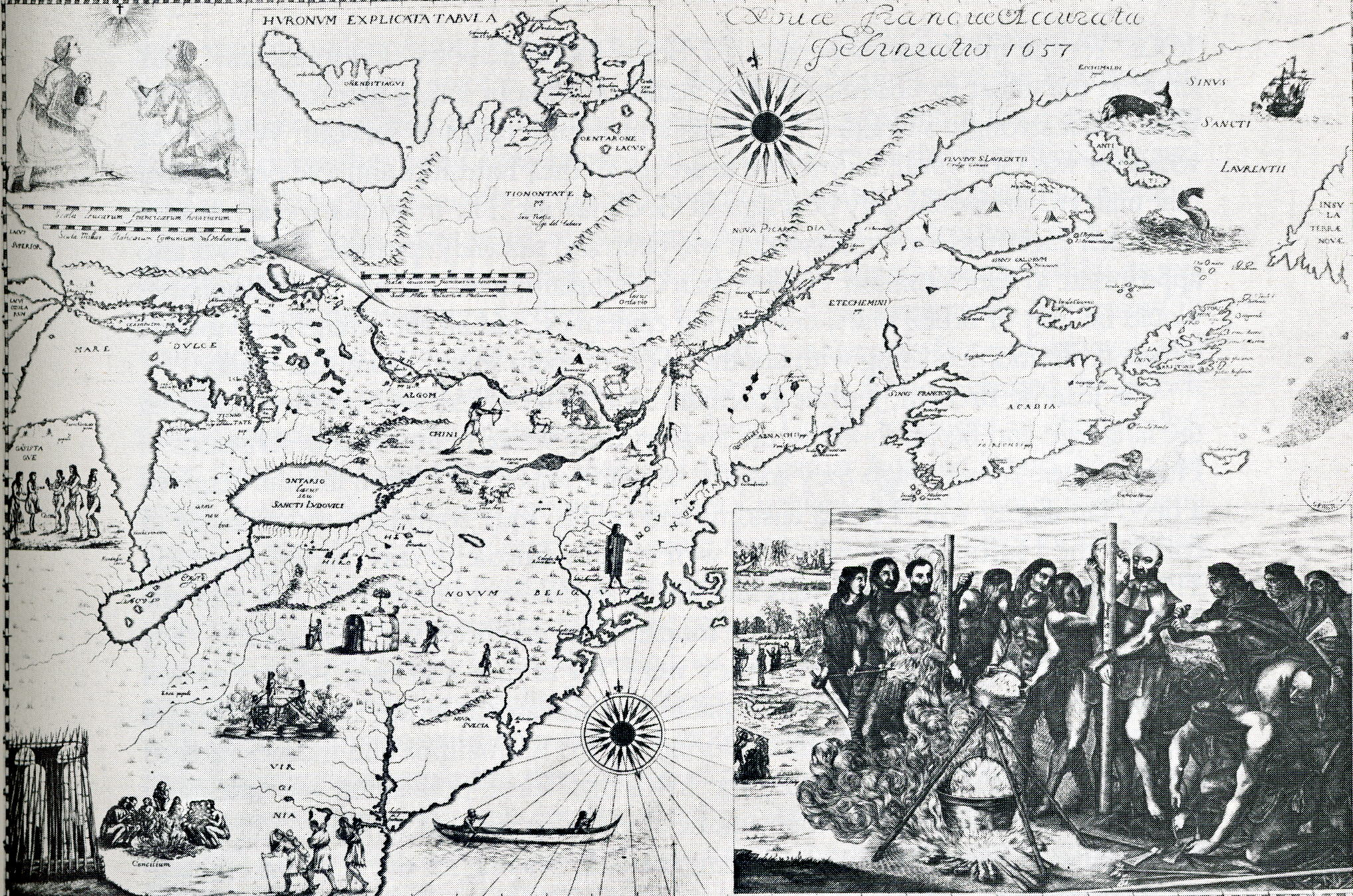
Carte de la Nouvelle-France des Jésuites de 1657, avec la représentation de la mise à mort de Jean de Brébeuf et de Gabriel Lalemant par les Iroquois.

En 1615, le père Joseph Le Caron, père récollet, installa une mission en Huronie près de Saint-Marie-au-pays-des-Hurons et célébra la première messe cette année-là.
De 1626 à 1629, le père jésuite Jean de Brébeuf fait un premier séjour en Huronie. Entre 1634 et 1638, il fonde avec d'autres pères les missions Saint-Joseph I et II. Afin d'établir une base d'opération centrale et autonome, à l'écart des établissements hurons, en 1639 on construit le fort Sainte-Marie, ou Sainte-Marie-au-pays-des-Hurons.
Les missionnaires jésuites installent leur mission auprès de la communauté Huron-Wendat. De 1639 à 1649, environ 66 habitants résidaient dans le Fort Sainte-Marie pour se protéger contre les attaques des Iroquois.
En 1641, le père René Ménard arriva de France et devint missionnaire jésuite en Huronie parmi les Amérindiens. Il apprend la langue des Hurons, le Hurons-Wendat, langage faisant partie du groupe linguistique Wendat. Il fonda plusieurs missions autour de celle de Sainte-Marie-au-pays-des-Hurons au Canada. 
Les relations avec les Iroquois devinrent difficiles en raison des guerres franco-iroquoises durant lesquelles les Hurons furent les alliés des Français et des Canadiens-français. 
Durant cette guerre, entre 1642 et 1649, huit missionnaires canadiens-français furent assassinés. Les huit, connus aujourd'hui comme les « Martyrs canadiens », étaient les jésuites Jean de Brébeuf, Noël Chabanel, Antoine Daniel, Charles Garnier, René Goupil, Isaac Jogues, Jean de La Lande et Gabriel Lalemant. Un seul a survécu. Il s'agit de Guillaume Couture, interprète et coureur des bois, qui était un oblat des Jésuites. Il a fait sa première visite à Sain-Marie-au-pays-des-Hurons en 1638 pour faire parvenir certains objets aux Jésuites et d'escorter, au retour, des chefs Hurons jusqu’à Québec.
Face aux attaques répétées des Iroquois, l'établissement de Saint-Marie-au-pays-des-Hurons fut abandonné et incendié par les Jésuites. Le père Paul Ragueneau écrit : « nous avons nous-mêmes mis le feu à tout cela, et vîmes brûler sous nos yeux et en moins d'une heure, nos travaux de neuf ou dix ans. » Les Jésuites partirent avec des Hurons fonder une autre mission le long du lac Huron dénommé « Sainte-Marie II ».
Quant à René Ménard qui s'aventura dans le Pays-d’en-Haut autour des Grands Lacs et passa l'hiver 1661 à L'Anse puis dans la Baie Chequamegon, il disparut quelque temps plus tard.

## Galerie de photos

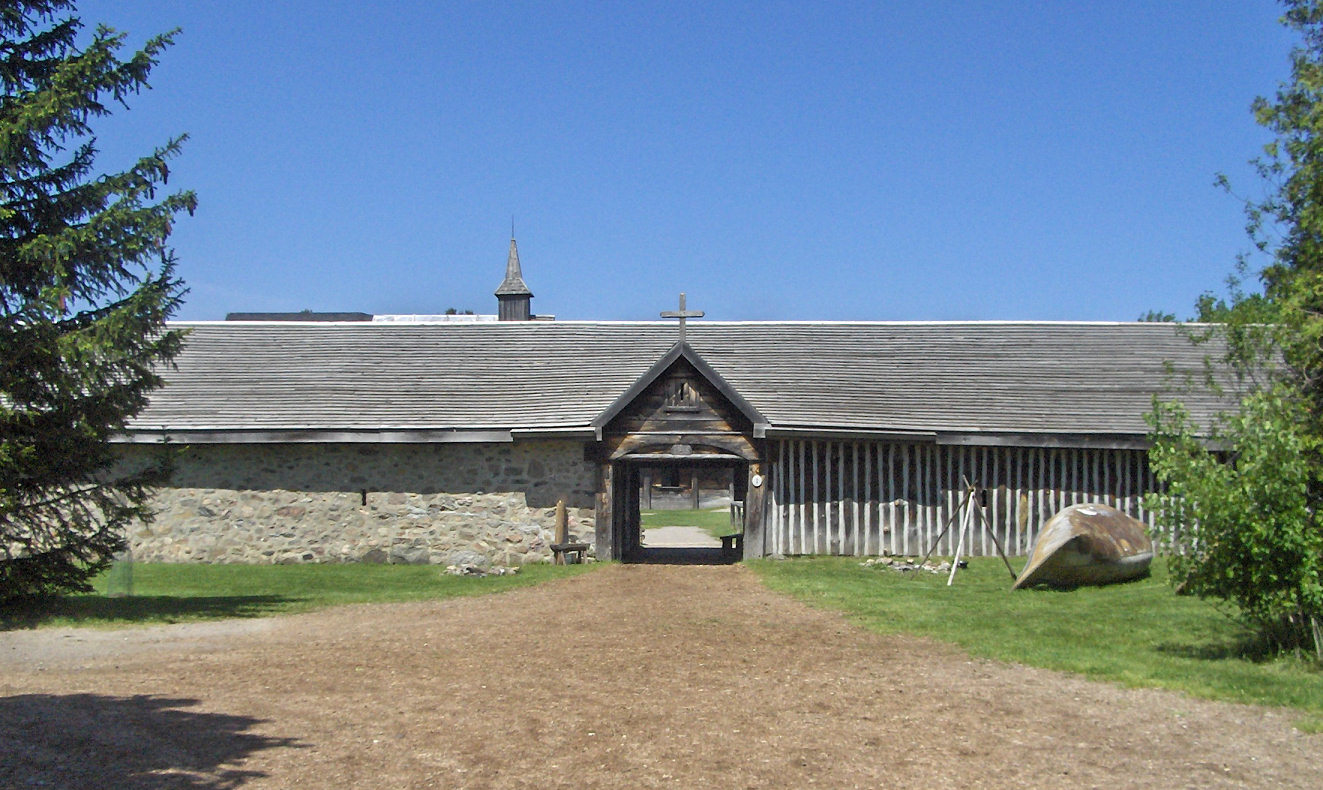
Entrée du site reconstruit.
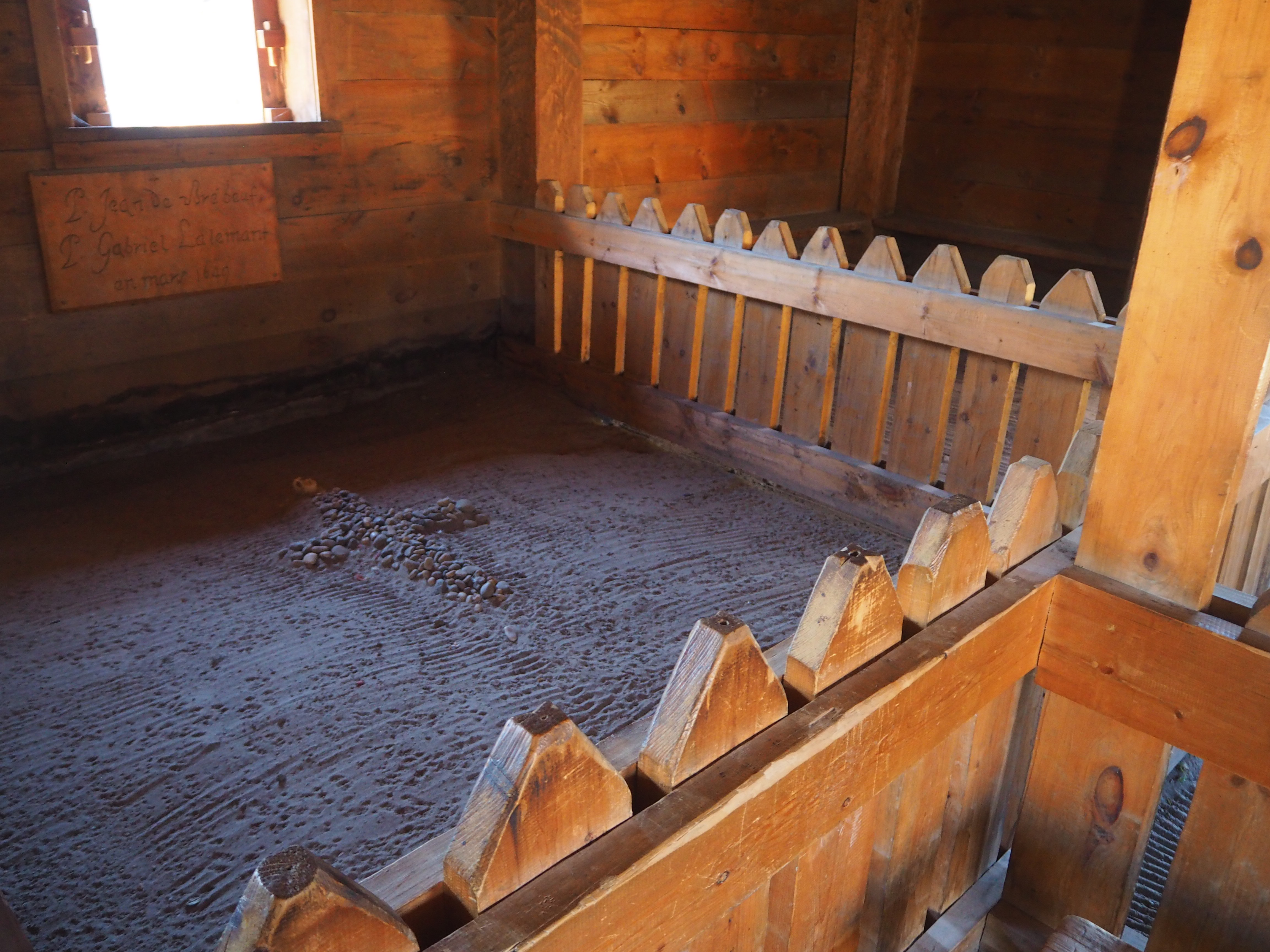
Sépultures de  deux des saints martyrs canadiens Jean de Brébeuf et Gabriel Lalemant, église Saint-Joseph.
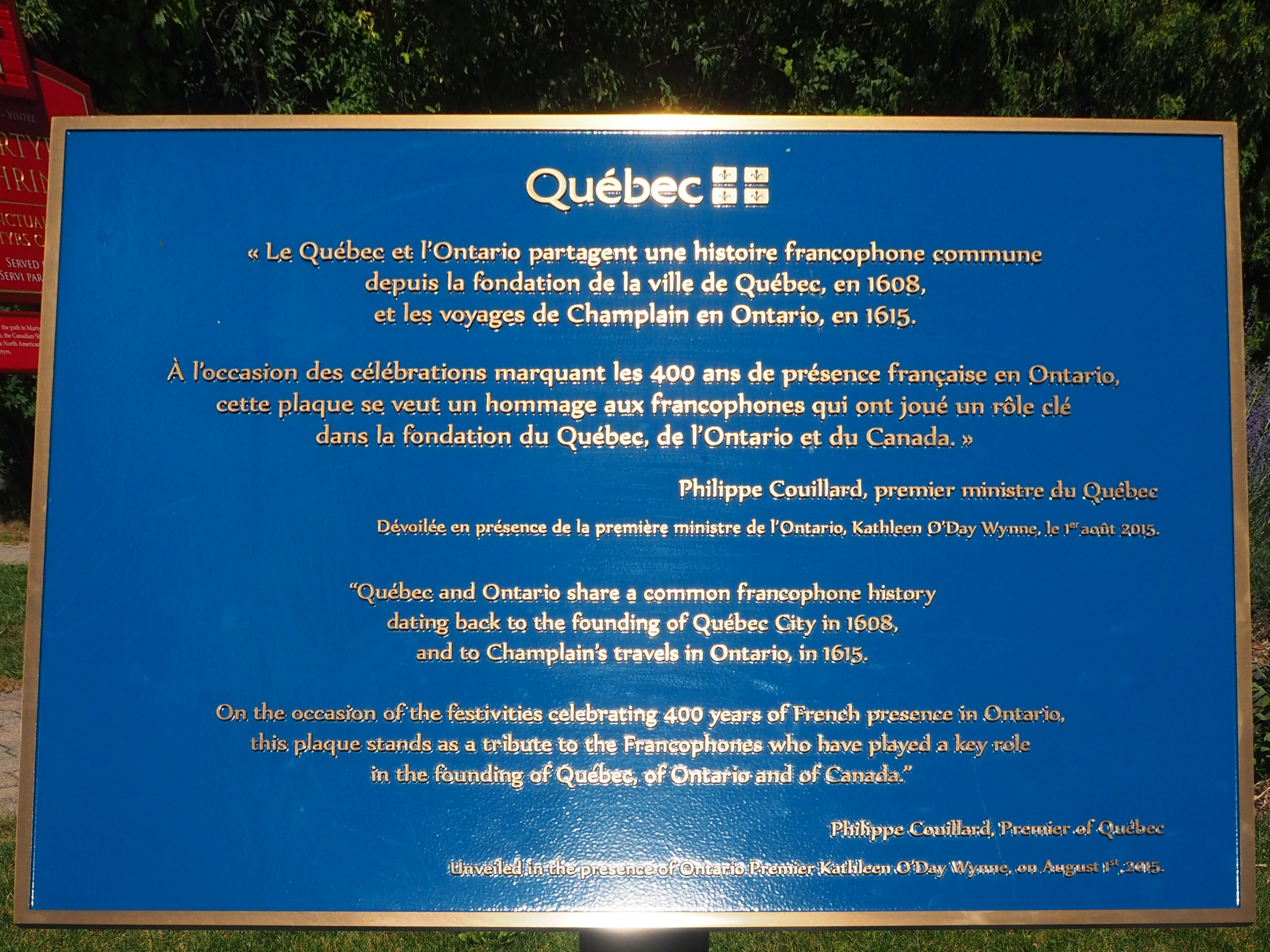
Plaque commémorative rappelant les 400 ans de présence française en Ontario.